# Mörttjärnen (Lima socken, Dalarna, 677289-133964)
Mörttjärnen är en sjö i Malung-Sälens kommun i Dalarna och ingår i Göta älvs huvudavrinningsområde.